# Puerto Piray
Puerto Piray – miasto w Argentynie, w prowincji Misiones, w departamencie Montecarlo.
Według danych szacunkowych na rok 2010 miejscowość liczyła 7 430 mieszkańców.